# Choun Chanchav
Choun Chanchav (Provincia de Sihanoukville , Camboya; 5 de mayo de 1999) es un futbolista de Camboya que juega en las posiciones de defensa central y centrocampista con el Phnom Penh Crown de la Liga C desde el año 2017.

## Carrera

### Club
| Periodo | Club             |
| ------- | ---------------- |
| 2017-   | Phnom Penh Crown |

### Selección nacional
Ha estado en el proceso de selecciones nacionales desde la categoría sub-19, donde anotó un gol y participó en los Juegos del Sudeste Asiático de 2021. Debutó con Camboya el 19 de diciembre de 2021 en la derrota por 0-4 ante Vietnam en Bishan por el Campeonato de la AFF 2020, y su primer gol internacional lo anotó el 22 de junio de 2022 en la victoria por 2-1 sobre Timor Oriental en un partido amistoso en Nom Pen.

## Logros
- Cambodian Premier League: 2021, 2022
- Copa Hun Sen: 2024-25
- Cambodian Super Cup: 2022, 2023
- Cambodian League Cup: 2022, 2023